# 米勒斯堡鎮區 (伊利諾伊州默瑟縣)
米勒斯堡鎮區（英語：Millersburg Township）是位於美國伊利諾伊州默瑟縣的一個行政鎮區。

## 地方資料
根據2010年美國人口普查的數據，米勒斯堡鎮區的面積為94.10平方千米，當中陸地面積為94.10平方千米，而水域面積為0.00平方千米。當地共有人口707人，而人口密度為每平方千米7.51人。